# Olivier du Châtel (évêque d'Uzès)
Pour les articles homonymes, voir Olivier (homonymie).
Olivier du Châtel (Oliverius de Castro), est le 48e évêque d'Uzès, son épiscopat dure de 1446 à 1448. Il était le frère du fameux Tanneguy de Châtel qui, après le meurtre de Jean sans Peur, devenu odieux aux seigneurs bourguignons, fut relégué par Charles V, comme gouverneur et vigneron du château de Beaucaire.

## Chronologie
| 1444. | On le trouve prieur commandateur de Pont-Saint-Esprit.                                                      |
| 1445. | Il est trésorier de la Sainte-Chapelle de Paris.                                                            |
| 1448. | Il se démit de l'évêché d'Uzès, en faveur de son neveu, Gabriel du Châtel, et passa au siège de Carpentras. |

Du Châtel porte : fascé d'or et de gueules de six pièces.